# Juan Antonio Villacañas
Juan Antonio Villacañas (né à Tolède le 10 janvier 1922 et mort à Tolède le 21 août 2001) est un poète et essayiste espagnol.

## Biographie
Né à Tolède en Espagne en 1922, la Guerre civile a mis un terme à ses études secondaires. Il a effectué son service militaire obligatoire dans des endroits aussi différents que Melilla et Val d'Aran. Dans le premier cas, il a été chargé de la réorganisation de la bibliothèque du Club militaire et il a profité de cette opportunité pour développer un intense processus autodidacte, lisant largement et avec avidité. De retour à Tolède, il a été employé par la Mairie où il devait par la suite prendre en charge les domaines de l'Art et de la Culture, un poste qu'il a occupé pendant de nombreuses années. Son recueil de poésie intitulé Los Sapos (1968), qui est une mise en accusation du pouvoir et de ses abus, où un conseil municipal est à la fois une réalité et une métaphore de ce pouvoir. En 1956, il a été invité par l'Académie royale de langue et de littérature françaises de Belgique à la troisième Biennale internationale de Poésie de Knokke-le-Zoute. Son amitié avec le poète et hispaniste Edmond Vandercammen date de cette période. 

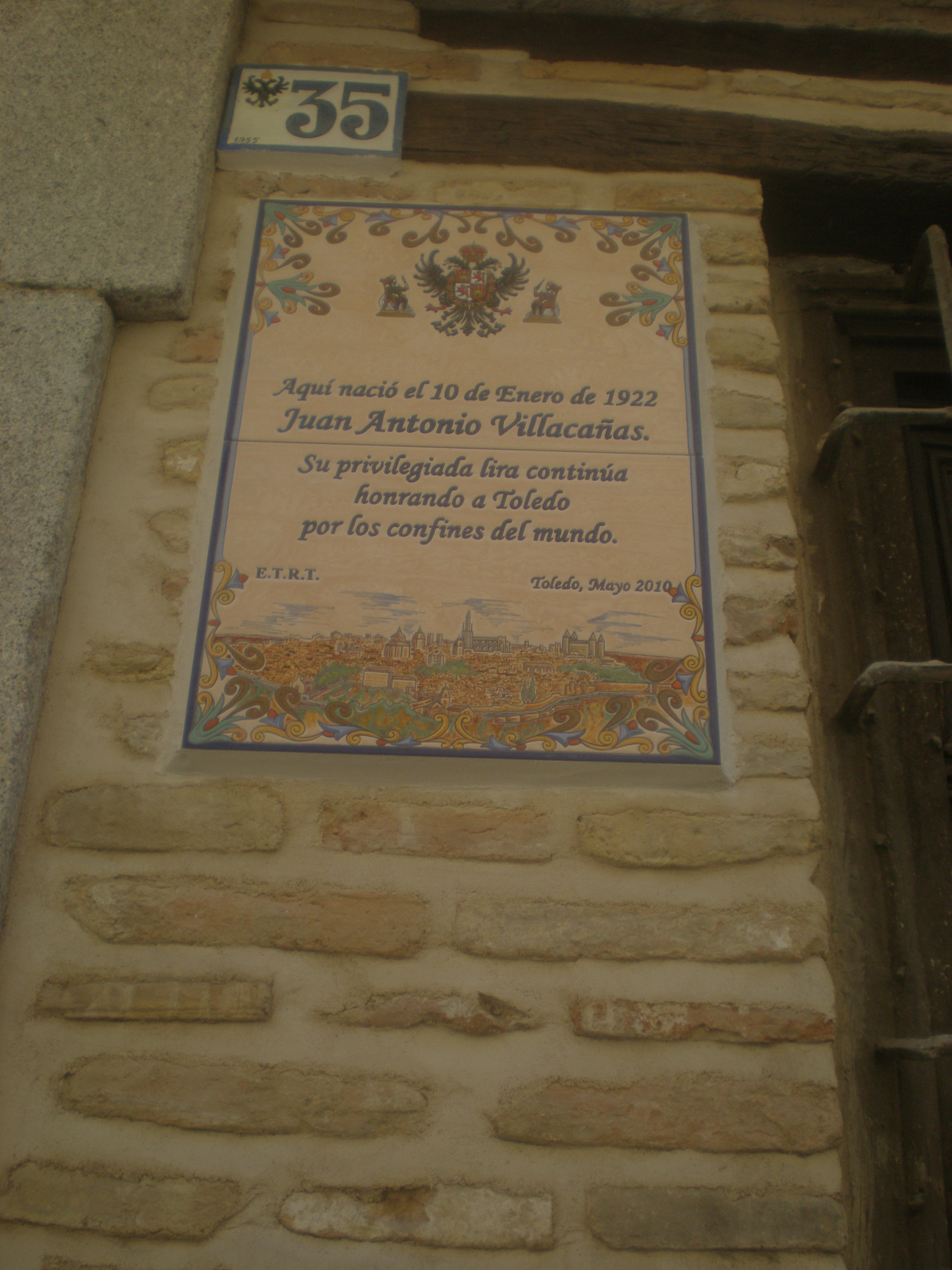
plaque commémorative du lieu de naissance de Juan Antonio Villacañas à Toledo

 Ce dernier a revu sa Conjugación Poética del Greco dans Le Journal des Poètes (1959) et a traduit plusieurs poèmes de Juan Antonio en français, tous sont parus dans ce journal (1972).
Après son séjour en Belgique, il a été interviewé à l'Unesco à Paris, où sa voix a été enregistrée pour une émission spéciale sur l'Amérique hispanique. Dès les années 1950, l'œuvre de Juan Antonio Villacañas commence à apparaître dans des anthologies de poésie, à la fois nationales et internationales. Dans le même temps, des extraits de ses œuvres poétiques et critiques paraissaient dans différents journaux et revues. Villacañas vécut à Tolède tout au long de sa vie, en restant indépendant des groupes et des tendances littéraires et en suivant son propre parcours poétique et personnel. Cette indépendance artistique et personnelle avait pour but de faire le bilan du silence et de la négligence des groupes établis et des tendances essentielles à partir des années 1980. Cependant, à partir de 2001, le nombre de poètes et de critiques, tant espagnols qu'étrangers, qui admirent le travail de Villacañas ne cesse d'augmenter. Cette renaissance, qui arrive après la rupture de ces décennies du XXe siècle, montre une fois de plus, l'importance de Juan Antonio Villacañas. À cet égard, les appréciations de poètes et critiques tels que Emilio Porta, Pablo Luque Pinilla, Roberto Carlos Hernández Ferro, Enrique Gracia y Michael Smith  sont pertinents.
En 2010, la foire annuelle du livre de Toledo a été consacrée à Juan Antonio Villacañas. Le discours d'ouverture a été prononcé par sa fille, Beatriz Villacañas 

## Son œuvre
Juan Antonio Villacañas a écrit 33 livres de poésie, couvrant une multitude de thèmes et de formes, des vers libres (dès les années 1950) au sonnet, de strophes et de rimes de son invention à la « lira (es) » : Juan Antonio Villacañas a mêlé cette forme classique à un contenu nouveau et surprenant, tant et si bien que ses liras sont maintenant connus comme "Liras juanantonianas" (lires juanantoniennes). Pour honorer la maîtrise de Juan Antonio Villacañas en ce qui concerne la lira, Juan Ruiz de Torres a inventé une nouvelle forme dérivant de celui-ci, appelé "decilira". En plus de la poésie, il a également produit un ample travail de critiques et d'essais (ceux-ci parurent dans une grande variété de publications comme par exemple  La Estafeta Literaria et Nueva Estafeta, dirigée par Luis Rosales) et deux livres en prose : Bécquer o la Poesía de Todos (distingué par le prix du Cercle des écrivains et poètes ibéro-américains de New York en 1971) et Versómanos (1989). 
Vers la fin de sa vie, Villacañas exposa les faussetés qui sous-entendent une grande partie de la critique poétique prédominante de l'époque. 
Des poèmes, des critiques, des histoires courtes et des écrits de différents types peuvent être trouvés dans des publications telles que ABC, Poesía Española (première et deuxième époque), Diario Ya, Poesía Hispánica, Diario de León, Le Journal des Poètes et El Mercurio du Chili. 
Dans les années soixante-dix, Juan Antonio Villacañas explore une nouvelle façon de créer : l'union de la poésie et de l'image pour construire une unité de signification qu'il a appelé "liriforma". Une exposition de ces "liriformas" a eu lieu au Palais de Benacazon à Toledo en 1976. Ces "liriformas" forment ensemble un livre intitulé Testamento de Carnaval.
En collaboration avec d'autres médias, la revue La Estafeta Literaria a fourni des nouvelles en interrogeant l'auteur dans le Numéro 579 du 1er janvier 1976. 

### Poésie
- 1952, Navegando en la Noche
- 1952, Legionario del Mundo
- 1953, Brisas Íntimas
- 1954, Palabras
- 1954, El Tiempo Justo
- 1955, El Diluvio Universal
- 1957, La Estatua Animada
- 1958, Conjugación Poética del Greco
- 1960, Marcha Destriunfal
- 1961, Música en las Colinas
- 1962, Los Vagos Pensamientos
- 1964, Sala de Juego
- 1965, La Llama entre los Cerezos
- 1968, Los Sapos
- 1971, Cárcel de la Libertad (Premio “Ausiàs March” 1969)
- 1971, Las Humanas Heridas de las Piedras
- 1973, Rebelión de un Recién Nacido
- 1975-1976, Testamento del Carnaval (Liriformas)
- 1980, El Dante en Toledo
- 1980-1984, Estado de Gracia (Incluido en Argumento de Mi Biografía, 2000 como Cartas Pasión con Tetis, 1980)
- 1990, 20 Poemas de Antón y una Canción Inesperada
- 1991, El Humor Infinito de la Historia
- 1993, Homenaje a la Lira en Larga Sobremesa con Luciano
- 1995, Se Equivocó el Profeta
- 1995, Las Tentaciones de Sanjuanantonio
- 1996, A Muerto por Persona
- 1996, Al Margen de lo Transitable (bajo el seudónimo de Juan Amor de Velasco)
- 1996, Antología Poética
- 1997, Sublevación de la Melancolía
- 1998, Sandemonio en la Gloria
- 1998, Sublimación de la Desobediencia
- 1999, Balbuciendo
- 2000, Argumento de la Poesía
- 2000, Déjame al Conde-Duque, que lo mato (Juan Amor de Velasco)
- 2001, La Soberbia del Gesto (Inédito)
- 2009 Juan Antonio Villacañas: Selected Poems. Espagnol-Anglais. Traduit par Michael Smith et Beatriz Villacañas. Shearsman. RU.

### Essai
- 1971, Bécquer o la Poesía de Todos (Premio del Círculo de Escritores y Poetas Iberoamericanos de Nueva York)
- 1989, Versómanos.

### Prixes
- Toledo de Periodismo, 1957.
- Gran Duque de Alba, 1963.
- Países Hispánicos, 1964.
- Premio Provincia de León, 1965.
- Juan de Baños, 1965.
- Nacional de Literatura de Tema Deportivo, 1966.
- Instituto de Cultura Hispánica, 1967.
- Justas Poéticas Ayuntamiento de Madrid 1968.
- Ausias March, 1969.
- Premio Círculo de Escritores y Poetas Iberoamericanos de Nueva York.
- Candidato al Premio Reina Sofía de Poesía Iberoamericana, presentado por la Real Academia de Bellas Artes y Ciencias Históricas de Toledo, año 2000.

### Anthologies
- Antologías de Poesía Española, 1955-1956; 1956-1957; 1961-1962; 1963-1964; 1964-1965. Luis Jiménez Martos, Aguilar.
- Poésie Espagnole Contemporaine, 1962. Templeuve.
- La Poesía Española en 1961, 1963. Cuadernos Bibliográficos VIII, CSIC.
- Panorama Poético Español, 1965. Luis López Anglada. Editora Nacional.
- Antología Bilingüe (Español-Inglés) de la Poesía Española Moderna, 1965. Helen Wohl Patterson. Ediciones Cultura Hispánica.
- Quién es Quién en las Letras Españolas. Primera Edición: Guillermo Díaz Plaja, 1969. Ediciones consecutivas 1973 y 1979. Instituto Nacional del Libro Español.
- Poetas Sociales Españoles, 1974. José Gerardo Manrique de Lara. Epesa.
- Poesía Castellana de Cárcel, 1976, José María Balcells. Dirosa.
- Poesía Erótica en la España del Siglo XX, 1978, Jacinto López Gorgé y F. Salgueiro. Vox.
- Antología-Homenaje a Teresa de Jesús, 1982, Colección Poesía Nueva, Madrid.
- Poetas de Hoy en España y América, 1983, Colección Poesía Nueva, Madrid.
- Jornadas de Poesía Luso-Española, 1983, Taller Prometeo de Poesía, Madrid.
- La Cultura en Castilla-La Mancha y sus Raíces, 1984, Textos de Rafael Morales y Ficha Bio-Bibliográfica de Francisco Fúster Ruiz, Junta de Comunidades de Castilla-La Mancha.
- Quién es Quién en Poesía, 1985, Prometeo, Madrid.
- Poetas de Castilla-La Mancha (1939-1985), 1986, Alfredo Villaverde, Patronato Municipal de Cultura, Ayuntamiento de Guadalajara.
- Antología Ibero-Americana de la Guitarra, 1987, Luis F. Leal Pinar. Editorial Alpuerto, Madrid.
- Poetas Hispanoamericanos para el Tercer Milenio, 1993, Alfonso Larrahona Kästen, México.
- Cantores del Corpus Christi, Antología de Poesía Lírica Toledana, 1996, Elizabeth Wilhelmsen (Selección, Introducción y Documentación) General Editor: Robert Laner, Ibérica, Vol. 13, Peter Lang, New York, Washington, DC.
- Guitarra de 26 Cuerdas, Antología Bilingüe Español-Ruso. Juan Ruiz de Torres, Yuri Shashkov y Victor Andreev. Asociación de Hispanistas de San Petersburgo.